# Domina (série télévisée)
Pour les articles homonymes, voir Domina.
Domina est une série télévisée historique et dramatique italo-britannique créée par Simon Burke, et basée sur la période de l'Empire romain.
Elle dépeint les luttes de pouvoir à Rome du point de vue féminin.
La première saison décrit l'ascension de l'impératrice Livia Drusilla (ou Livie) et la manière dont elle est devenue la femme la plus puissante de Rome.
La deuxième saison reprend l'histoire à la fin de la première saison et décrit la façon dont l'impératrice impose sa dynastie face à ses rivaux à la cour impériale.
La série est diffusée entre le 14 mai 2021 et le 13 août 2023 sur les chaînes européennes du groupe Sky, et aux États-Unis à partir du 6 juin 2021 sur la chaîne Epix / MGM+.
Cette série est inédite dans tous les pays francophones.

## Synopsis

### Saison 1
Nous sommes à Rome en l’an 44 avant J.C. Alors qu’il vient d’être nommé dictateur à vie, Jules César est assassiné par une conspiration de sénateurs. Pour Livia, une jeune fille appartenant à une famille de la haute aristocratie romaine, c'est alors tout un monde qui s'effondre,.
Avec ses pairs, elle doit se frayer un chemin dans une société brutale au moyen de la stratégie, de la conspiration, de la séduction et du meurtre. Bientôt elle va devenir l'impératrice la plus puissante et la plus influente de Rome.

### Saison 2
Parvenue au sommet du pouvoir, l'impératrice Livie tente de préserver son mariage avec Gaius et intrigue pour que l’un de ses fils monte sur le trône. Dans le même temps, elle doit faire face à de nouveaux rivaux à la cour impériale.

## Distribution
Sauf indication contraire, les informations mentionnées dans cette section peuvent être confirmées par la base de données cinématographiques IMDb,  présente dans la section « Liens externes ».

### Personnages principaux
- Liam Cunningham : Livius (saison 1)
- Kasia Smutniak : Livia Drusilla
  - Nadia Parkes : Livia Drusilla (jeune) (saison 1)
- Matthew McNulty : Gaius Octavius
  - Tom Glynn-Carney : Gaius Octavius (jeune) (saison 1)
- Ben Batt : Agrippa
  - Oliver Huntingdon : Agrippa (jeune) (saison 1)
- Christine Bottomley : Scribonia
  - Bailey Spalding : Scribonia (jeune) (saison 1)
- Claire Forlani : Octavia 
  - Alexandra Moloney : Octavia (jeune) (saison 1)
- Colette Dalal Tchantcho : Antigone
  - Melodie Wakivuamina : Antigone (jeune) (saison 1)
- Enzo Cilenti : Tiberius Néron
- Alex Lanipekun : Tycho
- Isabella Rossellini : Balbina
- Roland Litrico : Thelus
- Ewan Horrocks : Drusus
- Earl Cave (saison 1) Benjamin Isaac (saison 2) : Tiberius
- Oliver Dench (saison 1) et Joseph Ollman (saison 2) : Iullus
- Alaïs Lawson : Marcella
- Anthony Barclay : Corvinus
- Emma Canning : Antonia (jeune)
- Beau Gadsdon : Antonia (jeune)
- Liah O'Prey : Julia
- Naike Anna Silipo : Prima
- Claudia Stecher : Fortunata
- Salvatore Palombi : Murena

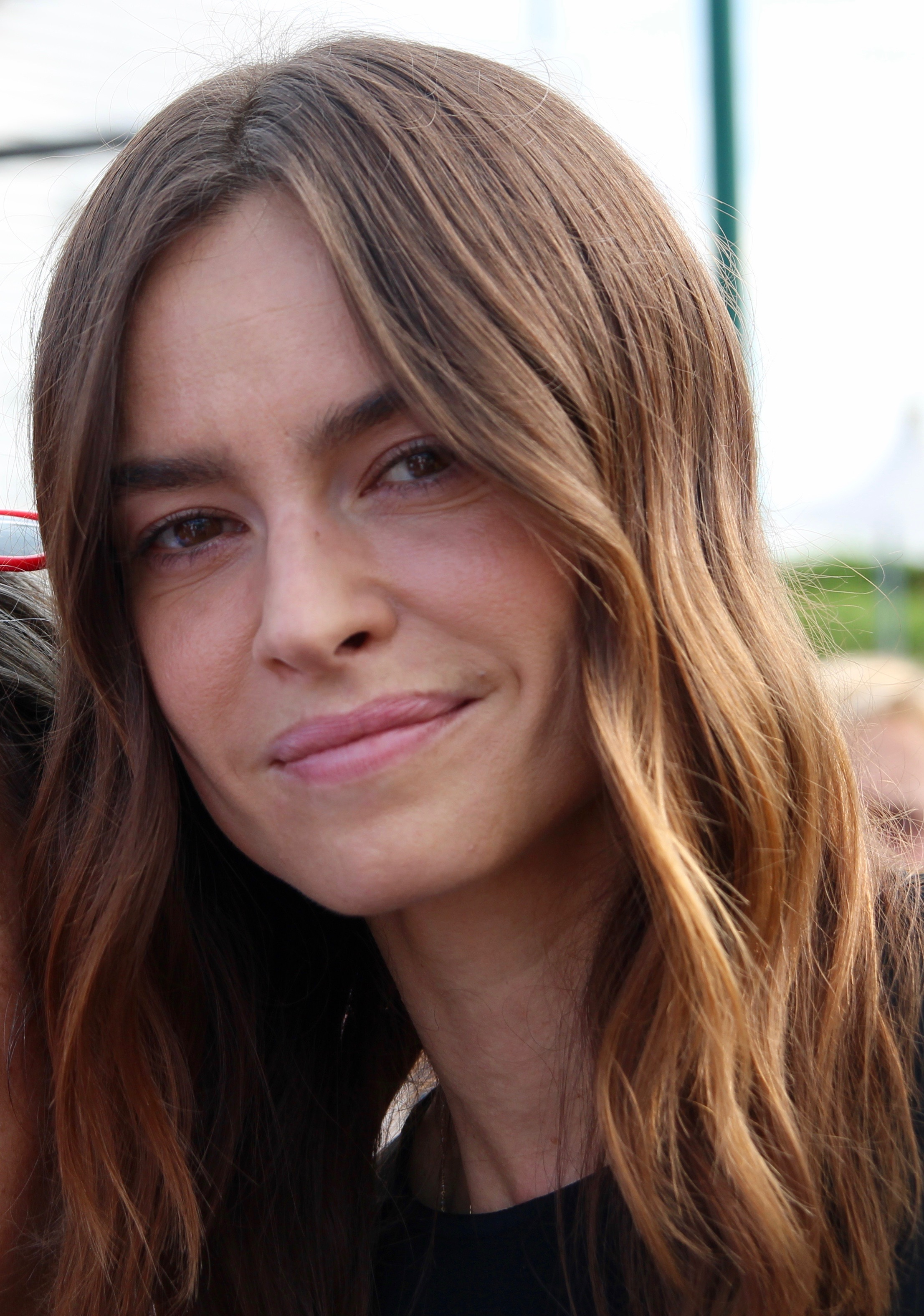
Kasia Smutniak (Livia)
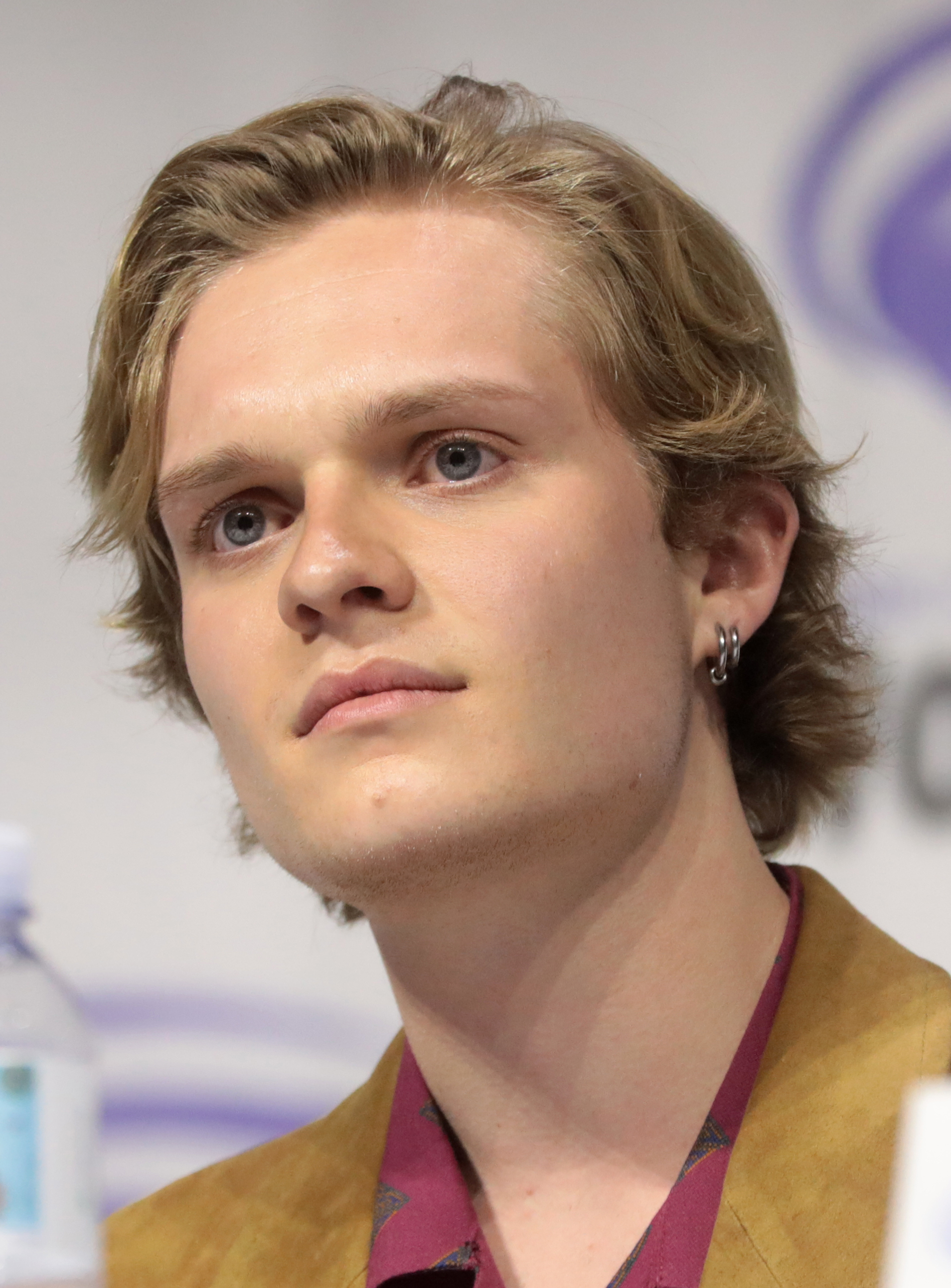
Tom Glynn-Carney (Gaius Octavius jeune)
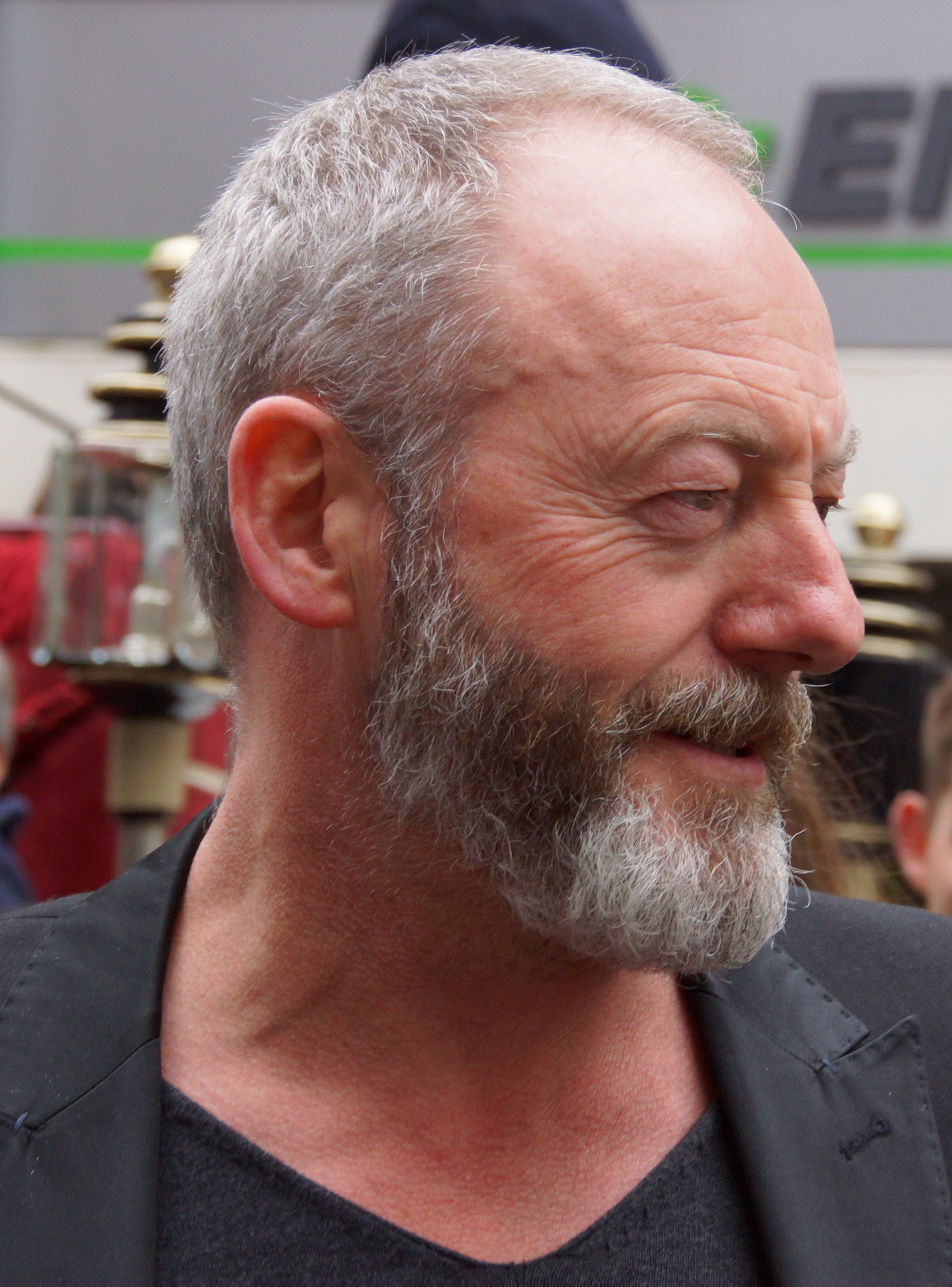
Liam Cunningham (Livius)
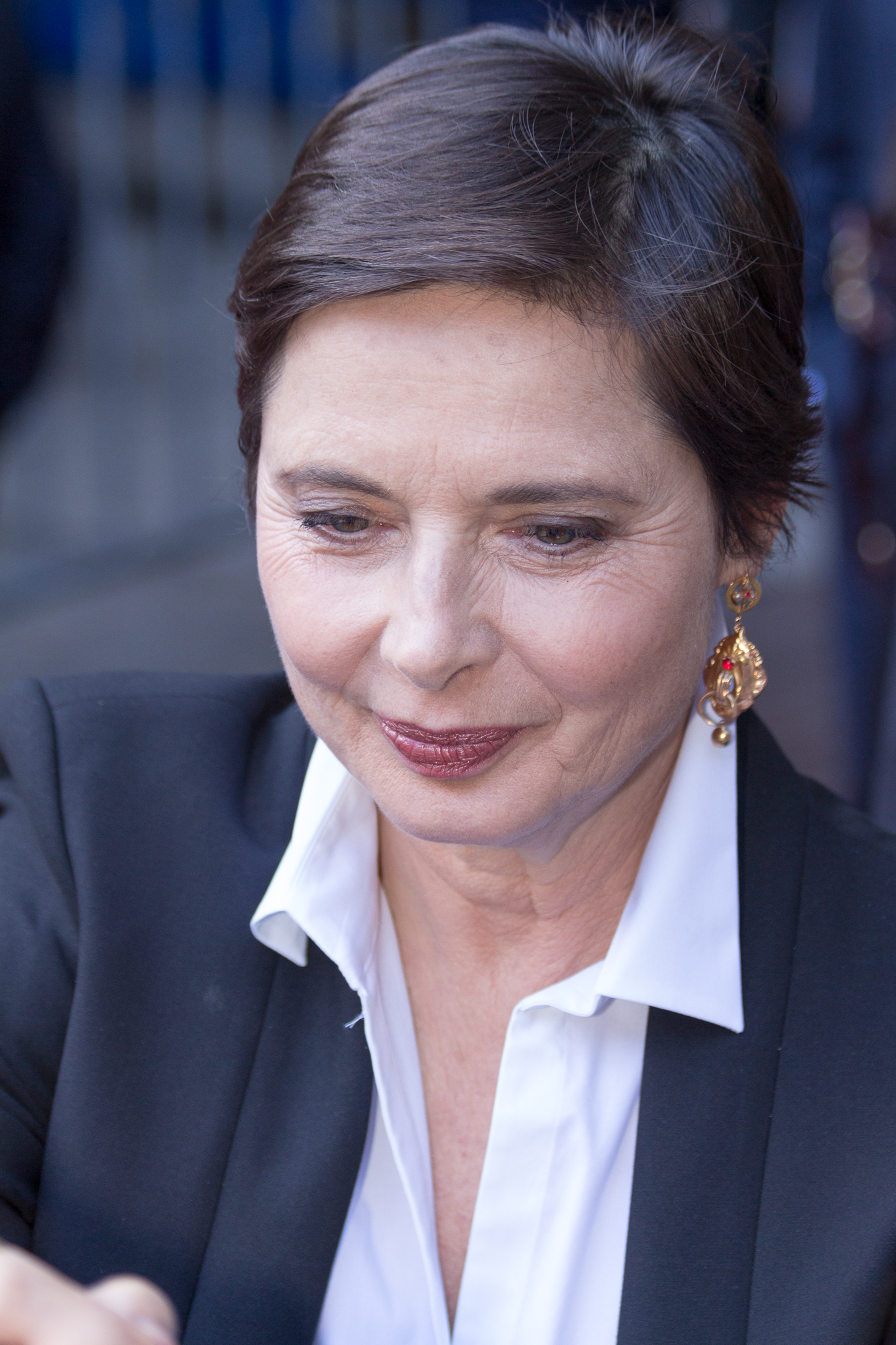
Isabella Rossellini (Balbina)
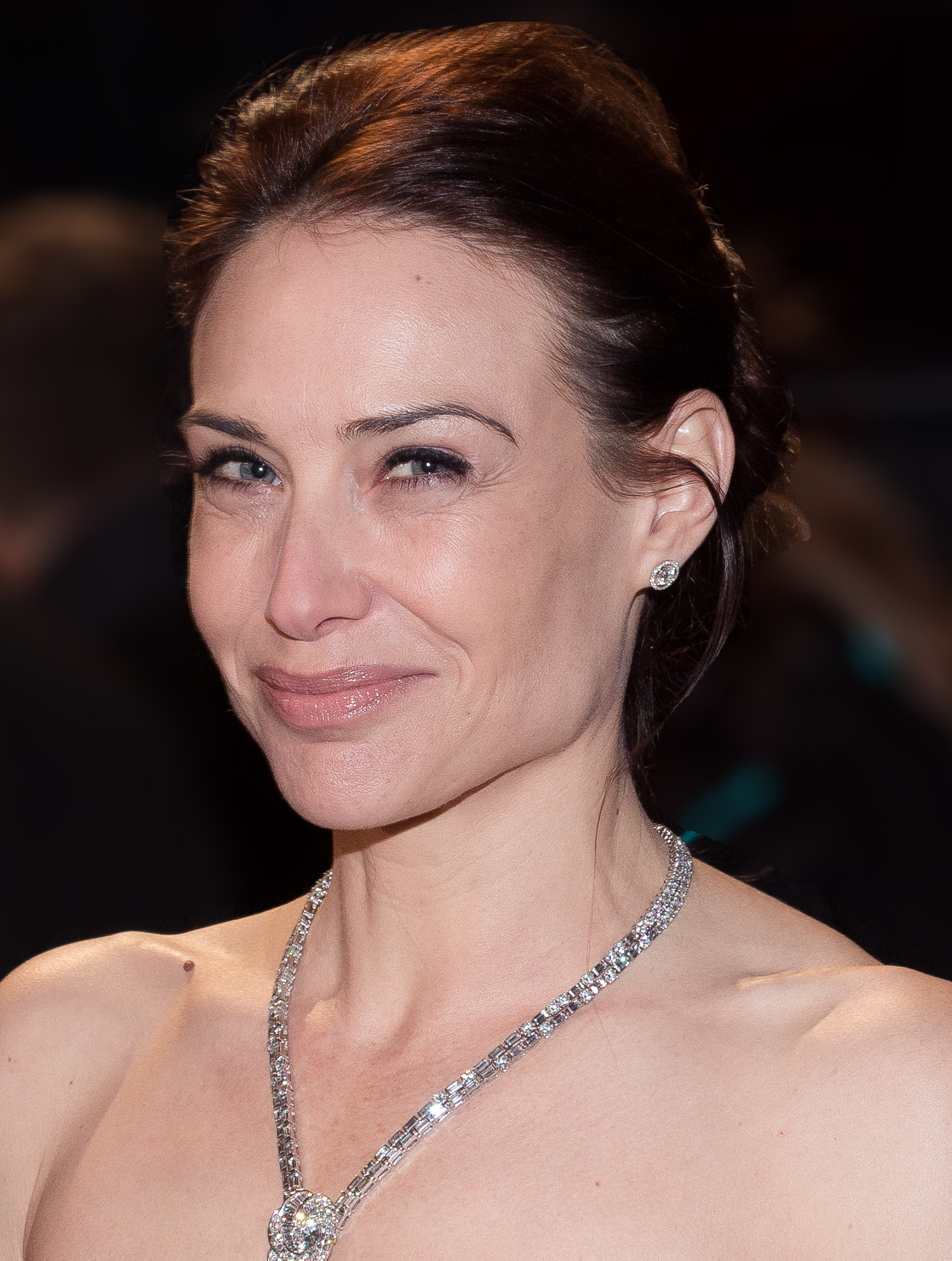
Claire Forlani (Octavia)

### Personnages secondaires

#### saison 1
- Peter Campion : Libo
- Darrell D'Silva : Piso
- Tom Forbes : Sextus
- Liam Garrigan : Marcus Antonius
- Finn Bennett : Marcellus
- Pedro Leandro : Aprio
- Youssef Kerkour : Maecenas 
  - Merch Husey : Maecenas (jeune)
- Adelmo Fabo : Archias
- Daniel Caltagirone : Lepidus
- Brian McCardie : Cicero
- Melissa Di Cianni : Publilia
- Sergio Basile : Salassus
- Gerard Monaco : Dacius
- Emily Bevan : Herennia
- Greg Hicks : Asprenas
- Anthony Calf : Sabinus
- Giuditta Niccoli : Alfidia
- Nuvoletta Lucarelli : Hilarica
- Martina Galletta : Ursula
- Ettore Marrani : Musa
- Philip Arditti : Primus
- Dolores Carbonari : Valeria

#### saison 2
- Alessandro Epifani : Aratus
- Edmund Wiseman : Siculus
- Edward Franklin : Elva
- Wolf Danny Homann : Ballomar
- Alex Walton : Gallus
- Jack Brett Anderson : Gracchus
- Eva Young : Aelina

## Fiche technique
- Création : Simon Burke
- Réalisation : Claire McCarthy
- Production : Luca Tranchino
- Costumes : Gabriella Pescucci
- Maquillage : Katia Sisto
- Coiffure : Claudia Catini[2]

## Production

### Genèse et développement
Interviewé en novembre 2019, le vice-président exécutif de la programmation de Sky Italia, Nicola Maccanico, déclare : 

« Domina est une production internationale avec de très fortes racines italiennes. C'est un grand drame épique qui redonne vie à la Rome antique, mais dans une perspective différente, celle de la femmes, et remodèle notre regard sur elles. Elles sont les maîtres de leur destin et poursuivent avec acharnement leurs ambitions et finalement la conquête du pouvoir. Avec Domina, Sky Studios réunira à nouveau les grandes valeurs artistiques internationales et les meilleurs talents italiens. »

Claire McCarthy, la réalisatrice principale de Domina, ajoute : 

« Cette période de l'histoire romaine est plus étrange que la fiction. Je suis extrêmement excitée de donner vie à ce monde riche et viscéral avec cette incroyable troupe d'acteurs stellaires et cette équipe talentueuse. C’est un honneur de travailler aussi dans les studios Cinecittà où tant de grands noms ont construit l'histoire du cinéma. »

### Tournage
Le tournage de la première saison de la série a débuté dans les studios Cinecittà à Rome en novembre 2019.
En raison de la pandémie de COVID-19, la production a dû s'adapter en prenant un certain nombre de mesures de précautions durant le tournage, y compris en termes de respect des distances sur les plateaux. Une formation en matière de respect des règles sanitaires a également été dispensée à l'équipe de tournage.
« Domina est une série phare pour Sky Italia et Sky Studios. Nous sommes donc ravis d'avoir redémarré la production dans les studios Cinecittà à cette semaine », déclarait Nils Hartmann, directeur de production de Sky Italia, en juin 2020.
Il ajoute : « Nous avons tiré de précieuses leçons de nos autres productions pour nous assurer que les tournages en plateau se dérouleront dans les règles par rapport au COVID. Ces apprentissages comprennent une distance sociale sur le plateau et la mise en commun des acteurs et de l'équipe de tournage dans des zones désignées ».

Interrogée lors du tournage, l'actrice Kasia Smutniak s'est par ailleurs confiée sur le rôle de l'impératrice Livie qu'elle incarne dans la série : 

« Je suis ravie de jouer un personnage aussi complexe que Livia Drusilla. […] En tant que pionnière dans la défense des droits des femmes, elle était une femme dure qui était à la fois crainte et chérie, et assez forte pour sceller le sort de l'Empire romain. »

Après le succès de la première saison, la série est renouvelée pour une deuxième saison. La chaîne américaine Epix et le distributeur international Banijay Rights se sont mis d'accord sur une saison comprenant huit nouveaux épisodes.
Le tournage de la deuxième saison a eu lieu au printemps 2022 dans les studios historiques de Cinecittà à Rome.
En avril 2024, le site TVLine annonce que la série s'arrête et ne comportera pas de troisième saison.

## Épisodes

### Première saison (2021)
1. Fall
2. Rise
3. Family
4. Secrets
5. Plague
6. Nightshade
7. Treason
8. Happiness

### Deuxième saison (2023)
1. Conspiracy
2. Wedding
3. Betrayal
4. Exile
5. Sacrilege
6. Freedom
7. Curse
8. Control

## Accueil critique
Pour ATV Today, la série est « une saga familiale viscérale et authentique, ancrée dans l'exactitude historique et donnant vie aux incroyables histoires vraies des femmes qui allaient créer l'une des dynasties les plus durables et fascinantes de tous les temps ».